# リングマガジン ファイト・オブ・ザ・イヤー
リングマガジンのファイト・オブ・ザ・イヤー (Fight of the year) は、アメリカ合衆国のボクシング雑誌リングマガジンの選定する年間最高試合賞である。

## ファイト・オブ・ザ・イヤー

### 1920年代
- 1922年 - ハリー・グレブ vs. ジーン・タニー
- 1923年 - ジャック・デンプシー vs. ルイス・アンヘル・フィルポ
- 1924年 - ジーン・タニー vs. ジョルジュ・カルパンチェ
- 1925年 - ハリー・グレブ vs. ミッキー・ウォーカー
- 1926年 - ジーン・タニー vs. ジャック・デンプシー 1
- 1927年 - ジーン・タニー vs. ジャック・デンプシー 2
- 1928年 - トミー・ローラン vs. レオ・ロムスキー
- 1929年 - マックス・シュメリング vs. ジョニー・リスコ

### 1930年代
- 1930年 - ジャック・キッド・バーグ vs. キッド・チョコレート 1
- 1931年 - マックス・シュメリング vs. ヤング・ストリブリング
- 1932年 - トニー・カンゾネリ vs. ビリー・ペトロール 2
- 1933年 - マックス・ベア vs. マックス・シュメリング
- 1934年 - バーニー・ロス vs. ジミー・マクラーニン 1
- 1935年 - ジョー・ルイス vs. マックス・ベア
- 1936年 - マックス・シュメリング vs. ジョー・ルイス 1
- 1937年 - ジョー・ルイス vs. トミー・ファー
- 1938年 - ヘンリー・アームストロング vs. ルー・アンバース 1
- 1939年 - ジョー・ルイス vs. ボブ・パスター 2

### 1940年代
- 1940年 - セフェリノ・ガルシア vs. ヘンリー・アームストロング
- 1941年 - ジョー・ルイス vs. ビリー・コン 1
- 1942年 - ウィリー・ペップ vs. チャーキー・ライト 1
- 1943年 - ボー・ジャック vs. ボブ・モンゴメリー 2
- 1944年 - ボブ・モンゴメリー vs. ボー・ジャック 3
- 1945年 - ロッキー・グラジアノ vs. フレディ・コクラン 1
- 1946年 - トニー・ゼール vs. ロッキー・グラジアノ 1
- 1947年 - ロッキー・グラジアノ vs. トニー・ゼール 2
- 1948年 - マルセル・セルダン vs. トニー・ゼール
- 1949年 - ウィリー・ペップ vs. サンディ・サドラー 2

### 1950年代
- 1950年 - ジェイク・ラモッタ vs. ロレンド・ドートヒル 2
- 1951年 - ジャーシー・ジョー・ウォルコット vs. イザード・チャールズ 3
- 1952年 - ロッキー・マルシアノ vs. ジャーシー・ジョー・ウォルコット 1
- 1953年 - ロッキー・マルシアノ vs. ローランド・ラスタルサ 2
- 1954年 - ロッキー・マルシアノ vs. イザード・チャールズ 2
- 1955年 - カーメン・バシリオ vs. トニー・デマルコ 2
- 1956年 - カーメン・バシリオ vs. ジョニー・サクストン 2
- 1957年 - カーメン・バシリオ vs. シュガー・レイ・ロビンソン 1
- 1958年 - シュガー・レイ・ロビンソン vs. カーメン・バシリオ 2
- 1959年 - ジーン・フルマー vs. カーメン・バシリオ 1

### 1960年代
- 1960年 - フロイド・パターソン vs. インゲマル・ヨハンソン 2
- 1961年 - ジョー・ブラウン vs. デーブ・チャーンレイ 2
- 1962年 - ジョーイ・ジャーデロ vs. ヘンリー・ハンク 2
- 1963年 - モハメド・アリ vs. ダグ・ジョーンズ
- 1964年 - モハメド・アリ vs. ソニー・リストン 1
- 1965年 - フロイド・パターソン vs. ジョージ・チュバロ
- 1966年 - ホセ・トーレス vs. エディ・コットン
- 1967年 - ニノ・ベンベヌチ vs. エミール・グリフィス 1
- 1968年 - ディック・タイガー vs. フランク・デポラ
- 1969年 - ジョー・フレージャー vs. ジェリー・クォーリー 1

### 1970年代
- 1970年 - カルロス・モンソン vs. ニノ・ベンベヌチ 1
- 1971年 - ジョー・フレージャー vs. モハメド・アリ 1
- 1972年 - ボブ・フォスター vs. クリス・フィネガン
- 1973年 - ジョージ・フォアマン vs. ジョー・フレージャー 1
- 1974年 - モハメド・アリ vs. ジョージ・フォアマン
- 1975年 - モハメド・アリ vs. ジョー・フレージャー 3
- 1976年 - ジョージ・フォアマン vs. ロン・ライル
- 1977年 - ジミー・ヤング vs. ジョージ・フォアマン
- 1978年 - レオン・スピンクス vs. モハメド・アリ 1
- 1979年 - ダニー・ロペス vs. マイク・アヤラ

### 1980年代
- 1980年 - マシュー・サード・ムハマド vs. アルバロ・ヤキ・ロペス 2
- 1981年 - シュガー・レイ・レナード vs. トーマス・ハーンズ 1
- 1982年 - ボビー・チャコン vs. ラファエル・リモン 4
- 1983年 - ボビー・チャコン vs. コーネリアス・ボサ・エドワーズ 2
- 1984年 - ホセ・ルイス・ラミレス vs. エドウィン・ロサリオ 2
- 1985年 - マービン・ハグラー vs. トーマス・ハーンズ
- 1986年 - スティーブ・クルス vs. バリー・マクギガン
- 1987年 - シュガー・レイ・レナード vs. マービン・ハグラー
- 1988年 - トニー・ロペス vs. ロッキー・ロックリッジ 1
- 1989年 - ロベルト・デュラン vs. アイラン・バークレー

### 1990年代
- 1990年 - フリオ・セサール・チャベス vs. メルドリック・テーラー 1
- 1991年 - ロバート・キロガ vs. キッド・アキーム
- 1992年 - リディック・ボウ vs. イベンダー・ホリフィールド 1
- 1993年 - マイケル・カルバハル vs. ウンベルト・ゴンザレス 1
- 1994年 - ホルヘ・カストロ vs. ジョン・デビッド・ジャクソン 1
- 1995年 - サマン・ソーチャトロン vs. ウンベルト・ゴンザレス
- 1996年 - イベンダー・ホリフィールド vs. マイク・タイソン 1
- 1997年 - アルツロ・ガッティ vs. ガブリエル・ルエラス
- 1998年 - イヴァン・ロビンソン vs. アルツロ・ガッティ 1
- 1999年 - ポーリー・アヤラ vs. ジョニー・タピア 1

### 2000年代
- 2000年 - エリック・モラレス vs. マルコ・アントニオ・バレラ 1
- 2001年 - ミッキー・ウォード vs. エマニュエル・オーガスツ
- 2002年 - ミッキー・ウォード vs. アルツロ・ガッティ 1
- 2003年 - アルツロ・ガッティ vs. ミッキー・ウォード 3
- 2004年 - マルコ・アントニオ・バレラ vs. エリック・モラレス 3
- 2005年 - ディエゴ・コラレス vs. ホセ・ルイス・カスティージョ 1
- 2006年 - ソムサック・シンチャチャワン vs. マヤル・モンシプール
- 2007年 - イスラエル・バスケス vs. ラファエル・マルケス
- 2008年 - イスラエル・バスケス vs. ラファエル・マルケス 2
- 2009年 - ファン・マヌエル・マルケス vs. ファン・ディアス 3

### 2010年代
- 2010年 - ジョバンニ・セグラ　vs. イバン・カルデロン 1
- 2011年 - ビクター・オルティス vs. アンドレ・ベルト
- 2012年 - ファン・マヌエル・マルケス vs. マニー・パッキャオ 4
- 2013年 - ティモシー・ブラッドリー VS. ルスラン・プロボドニコフ
- 2014年 - ルーカス・マティセー VS. ジョン・モリーナ・ジュニア
- 2015年 - フランシスコ・バルガス VS. 三浦隆司
- 2016年 - フランシスコ・バルガス VS. オルランド・サリド
- 2017年 - アンソニー・ジョシュア VS. ウラジミール・クリチコ
- 2018年 - サウル・アルバレス VS. ゲンナジー・ゴロフキン 2
- 2019年 - 井上尚弥 VS. ノニト・ドネア

### 2020年代
- 2020年 - ホセ・セペダ VS. イバン・バランチェク